# Scleria catharinensis
Scleria catharinensis är en halvgräsart som beskrevs av Johann Otto Boeckeler. Scleria catharinensis ingår i släktet Scleria och familjen halvgräs. Inga underarter finns listade i Catalogue of Life.